# Edward Algernon Fitzroy
Edward Algernon Fitzroy (24. července 1869, Londýn, Anglie – 3. března 1943, Londýn, Anglie) byl britský politik Konzervativní strany, pocházel z vedlejší linie šlechtického rodu Fitzroyů, byl mladším synem 3. barona ze Southamptonu, patřil k nemanželskému potomstvu krále Karla II. Téměř čtyřicet let byl poslancem a v letech 1928–1943 předsedou Dolní sněmovny.

## Život
Narodil se v Londýně jako mladší syn 3. barona Southamptona a jeho druhé manželky Ismanie Nugent (1838–1918). V dětství sloužil u dvora jako páže královny Viktorie (jeho matka byla královninou dvorní dámou). Politickou kariéru zahájil v místní samosprávě v hrabství Northampton, kde byl členem rady hrabství, smírčím soudcem a zástupcem místodržitele. V letech 1900–1906 a 1910–1943 byl členem Dolní sněmovny za Konzervativní stranu. Mezitím sloužil v armádě a za první světové války dosáhl hodnosti kapitána. Později se angažoval v práci v parlamentních výborech a v roce 1924 byl jmenován členem Tajné rady. V letech 1928–1943 byl předsedou Dolní sněmovny. V dějinách parlamentu Spojeného království byl posledním předsedou, který byl příslušníkem vyšší šlechty, navíc pocházel z nemanželského potomstva Karla II. Získal čestné doktoráty na univerzitách v Oxfordu a Cambridge. Zemřel ve funkci, tudíž se nestal peerem, jak bylo pravidlem u většiny lídrů dolní komory při odchodu z úřadu. Titul vikomtesy Daventry získala krátce po ovdovění jeho manželka Muriel.

## Manželství a potomstvo
V roce 1891 se oženil s Muriel Douglas-Pennant (8. 8. 1869 – 8. 7. 1962), dcerou podplukovníka Archibalda Douglas-Pennanta. Muriel byla po manželově úmrtí povýšena na vikomtesu Daventry, uživatelem tohoto titulu je dnes její pravnuk James Edward Fitzroy, 4. vikomt Daventry (* 1960). Majetkem rodu je zámek Arbury Hall (Warwickshire). Do manželství s Muriel se narodily čtyři děti:
- 1. Robert Oliver Fitzroy, 2. vikomt Daventry (10. 1. 1893 Londýn – 19. 1. 1986)
  - ⚭ 1916 Grace Zoë Guinness (13. 10. 1893 Dublin – 14. 1. 1978 Londýn)

- 2. Nancy Jean Fitzroy (31. 5. 1894 – 23. 11. 1983), svobodná a bezdětná
- 3. Michael Algernon Fitzroy (27. 6. 1895 – 15. 4. 1915), padl v první světové válce, svobodný a bezdětný
- 4. John Maurice Fitzroy (20. 3. 1897 Londýn – 7. 5. 1976 Nuneaton), hráč kriketu, kapitán kriketového týmu Northamptonshire County Cricket Club
  - ⚭ 1919 Lucia Charlotte Newdegate (6. 10. 1896 Londýn – 1982 Nuneaton)